# Hot Sulphur Springs
Hot Sulphur Springs é uma cidade  localizada no estado americano do Colorado, no Condado de Grand.

## Demografia
Segundo o censo americano de 2000, a sua população era de 521 habitantes.
Em 2006, foi estimada uma população de 518, um decréscimo de 3 (-0.6%).

## Geografia
De acordo com o United States Census Bureau tem uma área de
2,0 km², dos quais 2,0 km² cobertos por terra e 0,0 km² cobertos por água.

## Localidades na vizinhança
O diagrama seguinte representa as localidades num raio de 40 km ao redor de Hot Sulphur Springs.